# Dobri Hristov
Dobri Hristov (búlgar: Добри Христов,  Varna, Bulgària, 14 de desembre de 1875 – 23 de gener de 1941) fou un compositor, director coral i director d'orquestra.
Estudià composició al Conservatori de Praga (1899-1902) amb Antonín Dvořák, i dirigí, des del 1918, l'Acadèmia de Música de Sofia.
Va ser fundador del Cor Nacional Búlgar i autor de més de 200 composicions populars, simfòniques, corals religioses, etc.,. Considerat com el més eminent dels compositors búlgars del segle xx, unes setmanes abans de la seva mort fou objecte d'un homenatge popular per complir-se el XLV aniversari del seu ingrés en el món artístic. Per a premiar la seva labor de musicògraf, en la que hi destaquen els treballs: El fonament rítmic de la música nacional búlgara i una Teoria general de la Música, se'l nomenà acadèmic numerari de la de Ciències del seu país, honor no concedit fins llavors a cap altra cultivador d'aquell art.
Va deixar unes dues-centes composicions. Totes elles basades en l'esperit del cant nacional búlgar, devent-se-li una sèrie de composicions corals, romances i paràfrasis de cants populars, obertures per a orquestra, diverses composicions simfòniques, obres religioses, etc.
També va compondre una sèrie de valuoses obres pedagògiques i estudis sobre el cant nacional búlgar.